# Сапарбаева, Амангуль
Амангуль Сапарбаева (1925 — ?) — звеньевая колхоза имени Молотова Чимбайского района Каракалпакской АССР, Узбекская ССР. Герой Социалистического Труда (11.01.1957).

## Биография
Родилась в 1925 году на территории современной Республики Каракалпакстан в составе Республики Узбекистан. Каракалпачка.
Получила начальное образование. В период Великой Отечественной войны несовершеннолетняя Амангуль с 1942 года работала в колхозе. В 1950 году возглавила высокоурожайное звено по выращиванию хлопка в колхозе имени Молотова (с 1957 года — совхоза «Чимбай») Чимбайского района Каракалпакской АССР Узбекской ССР (ныне — Республики Каракалпакстан в составе Республики Узбекистан). В 1955 году вступила в КПСС.
Указом Президиума Верховного Совета СССР от 11 января 1957 года за выдающиеся успехи, достигнутые в деле развития советского хлопководства, широкое применение достижений науки и передового опыта в возделывании хлопчатника и получение высоких и устойчивых урожаев хлопка-сырца Сапарбаевой Амангуль присвоено звание Героя Социалистического Труда с вручением ордена Ленина и золотой медали «Серп и Молот».
Депутат Верховного Совета СССР 4-го и 5-го созывов (1954—1962).
Жила в Чимбайском районе Каракалпакстан.

## Награды
- Золотая медаль «Серп и Молот» (11.01.1957);
- орден Ленина (11.01.1957)
- орден Трудового Красного Знамени (10.12.1973)
- орден Дружбы народов (26.02.1981)
- орден «Знак Почёта» (08.04.1971)
- Медаль «В ознаменование 100-летия со дня рождения Владимира Ильича Ленина»
- Медаль «За доблестный труд в Великой Отечественной войне 1941—1945 гг.»
- Медаль «За трудовое отличие»(01.03.1965)
- и другими
- Отмечена дипломами и почётными грамотами.